# Conasprella lorenzi
Conasprella lorenzi is een slakkensoort uit de familie van de Conidae. De wetenschappelijke naam van de soort is voor het eerst geldig gepubliceerd in 2012 door Monnier & Limpalaër.